# 布雷奇河
布雷奇河（羅馬化：Brech）是烏克蘭的河流，位於該國北部，屬於斯諾夫河的左支流，發源自馬特維伊夫卡西北面，流經切爾尼戈夫州，河道全長50公里，流域面積235平方公里。